# À l'ouest avec la nuit
 (juillet 2025).
Si vous disposez d'ouvrages ou d'articles de référence ou si vous connaissez des sites web de qualité traitant du thème abordé ici, merci de compléter l'article en donnant les références utiles à sa vérifiabilité et en les liant à la section « Notes et références ».
West with the Night (en français : « À l’ouest avec la nuit ») est un mémoire publié en 1942 par l’aviatrice et entraîneuse de chevaux Beryl Markham. L’ouvrage retrace son enfance au Kenya (alors Afrique orientale britannique), sa carrière dans les courses hippiques et son expérience pionnière comme pilote de brousseet aviatrice transatlantique.

## Contexte et contenu
Née en Angleterre en 1902, Beryl Markham grandit au Kenya, où son père établit un élevage de chevaux. Elle devient entraîneuse à l’âge de 17 ans, puis apprend à piloter grâce au célèbre aviateur Tom Campbell Black. Elle travaille comme pilote de brousse, transportant passagers et fret dans des zones reculées d’Afrique de l’Est.
Dans West with the Night, Markham évoque :
- son enfance libre et sauvage dans la vallée du Rift ;
- ses relations avec les peuples autochtones, notamment les Kipsigis[4] ;
- ses débuts dans l’aviation commerciale ;
- ses vols de secours dans la savane ;
- et surtout, son vol transatlantique historique de 1936.

## Vol transatlantique de 1936
Le 4 septembre 1936, Markham décolle d’Abingdon, en Angleterre, à bord d’un Percival Vega Gull baptisé The Messenger. Elle tente de devenir la première personne à relier l’Europe à l’Amérique du Nord en vol solo, sans escale, et contre les vents dominants de l’Atlantique.
Après 20 heures de vol, son avion subit une panne de carburant due au givrage des évents. Elle parvient à effectuer un atterrissage d’urgence à Baleine Cove, sur l’Île du Cap-Breton, au Canada. Elle devient ainsi :
- la première femme à traverser l’Atlantique d’est en ouest en solitaire ;
- la première personne à relier l’Angleterre à l’Amérique du Nord sans escale dans ce sens.

## Réception critique
Le livre est salué pour la qualité de son écriture. Ernest Hemingway écrit à son sujet ( traduit en français ) :

« Elle a écrit si bien, et merveilleusement bien, que j’ai eu honte de moi comme écrivain. Je me suis senti comme un simple charpentier des mots… Mais [elle] peut écrire bien mieux que nous tous qui nous prétendons écrivains. C’est vraiment un livre formidable. »

West with the Night est considéré comme un classique de la littérature de voyage et de l’autobiographie. Il est inclus dans les éditions des forces armées américaines pendant la Seconde Guerre mondiale. En 2004, le magazine National Geographic Adventure le classe 8e dans sa liste des 100 meilleurs livres d’aventure de tous les temps.

## Redécouverte
Bien que salué à sa sortie, le livre tombe dans l’oubli pendant plusieurs décennies. Il est redécouvert dans les années 1980. George Gutekunst, un restaurateur californien, découvre une note élogieuse sur l'ouvrage dans les lettres d'Ernest Hemingway et, après lecture, convainc les North Point Press de réimprimer l'ouvrage,. La biographie de Mary S. Lovell, Straight on Till Morning (1987), relance également l’intérêt pour la vie et l’œuvre de Markham[réf. souhaitée].

## Éditions
- Beryl Markham, West with the Night, Houghton Mifflin, 1942.
- Réédition avec introduction de Sara Wheeler, North Point Press, 2013.